# Томас, Ричард
Ри́чард Эрл То́мас (англ. Richard Earl Thomas; род. 13 июня 1951, Манхэттен, Нью-Йорк, штат Нью-Йорк, США) — американский актёр кино и телевидения, режиссёр и продюсер. Наиболее известен по роли Шэда в космической опере Роджера Кормана «Битва за пределами звёзд» (1980).

## Ранние годы
Ричард Эрл Томас родился 13 июня 1951 года на Манхэттене, в семье Барбары и Ричарда Томасов. Его родители были известными танцорами балета и членами группы Нью-Йорк Сити балет. Кроме того они владели «New York School of Ballet». Ричард учился в «The Allen Stevenson School» и в «McBurney School» на Манхэттене. Ричард Томас дебютировал в кино в 1958 году сыграв роль Джона Рузвельта, сына 32-го президента США Франклина Делано Рузвельта.

## Личная жизнь
14 февраля 1975 года Томас женился на Альме Гонсалес. У них есть сын (род. 1976) и дочери-тройняшки (род. 1981). Пара развелась в 1993 году.
20 ноября 1994 года Томас женился на Джорджиане Бишофф; у них есть сын (род. 1996). У Бишофф также есть двое дочерей от предыдущих браков.

## Фильмография

### Кино
| Год  |   | Русское название               | Оригинальное название          | Роль            |
| ---- | - | ------------------------------ | ------------------------------ | --------------- |
| 1969 | ф | Последнее лето                 | Last Summer                    | Питер           |
| 1971 | ф | Алое небо утра                 | Red Sky at Morning             | Джошуа Арнолд   |
| 1971 | ф | Убийства Тодда                 | The Todd Killings              | Билли Рей       |
| 1972 | ф | Ты полюбишь мою мать           | You'll Like My Mother          | Кенни           |
| 1977 | ф | 30 сентября 1955 года (фильм)  | September 30, 1955             | Джимми Джей     |
| 1979 | ф | На Западном фронте без перемен | All quite on the Western Front | Пауль Боймер    |
| 1980 | ф | Битва за пределами звёзд       | Battle Beyond the Stars        | Шэд             |
| 1984 | ф | Хозяин Баллантрэ               | The Master of Ballantrae       | Генри Дьюри     |
| 2000 | ф | Вундеркинды                    | Wonder Boys                    | Вальтер Гаскелл |
| 2009 | ф | Штурмуя Вудсток                | Taking Woodstock               | преподобный Дон |
| 2021 | ф | Непрощённая                    | The Unforgivable               | Майкл Малкольм  |

## Награды и номинации
| Год  | Ассоциация               | Категория                                           | Работа               | Результат |
| ---- | ------------------------ | --------------------------------------------------- | -------------------- | --------- |
| 1973 | Прайм-тайм премия «Эмми» | Лучший актёр в драматическом телесериале            | Уолтоны              | Победа    |
| 1974 | Премия «Золотой глобус»  | Лучшая мужская роль в телевизионном сериале — драма | Уолтоны              | Номинация |
| 1974 | Прайм-тайм премия «Эмми» | Лучший актёр в драматическом телесериале            | Уолтоны              | Номинация |
| 1975 | Премия «Золотой глобус»  | Лучшая мужская роль в телевизионном сериале — драма | Уолтоны              | Номинация |
| 1990 | CableACE Awards          | Лучший актёр в телефильме или мини-сериале          | Слава! Слава!        | Номинация |
| 1995 | CableACE Awards          | Лучший актёр в телефильме или мини-сериале          | Линда                | Номинация |
| 2016 | Премия «Драма Деск»      | Лучшая мужская роль второго плана в пьесе           | Это случилось в Виши | Номинация |
| 2017 | Премия «Тони»            | Лучшая мужская роль второго плана в пьесе           | Лисички              | Номинация |